# Lourenço Cazarré
Lourenço Paulo da Silva Cazarré (Pelotas, 29 de julho de 1953) é um escritor brasileiro.
Tem cerca de quarenta livros publicados, a maior parte deles voltada ao público infantojuvenil, sendo inclusive agraciado com o 41º Prêmio Jabuti em 1999 e com outros mais de vinte prêmios literários. Publica desde 1981, quando estreou com a sátira política Agosto, Sexta-feira, Treze.
É sobrinho dos irmãos atores e dubladores Older Cazarré e Olney Cazarré.
É pai do ator Juliano Cazarré e, desde 1977, reside em Brasília.

## Obras

### Romances e novelas
- O Caleidoscópio e a ampulheta, 1982
- Obscuros através da noite solitária, 1987
- Os bons e os justos, 2005
- Sinfonia dos animais noturnos, 2007
- A longa migração do temível tubarão branco, 2008
- A misteriosa morte de Miguela de Alcazar, 2009
- Kzar Alexander, o louco de Pelotas, 2018

### Livros de Contos
- Enfeitiçados todos nós, 1984
- Histórias suburbanas, 1986
- Noturnos do amor e da morte, 1989
- Ilhados, 2001
- A arte excêntrica dos goleiros, 2004
- Exercícios espirituais para insônia e incerteza, 2012

### Livros infantojuvenis
- O despertar dos amantes, 1985
- A espada do general, 1988,
- Tempo-quente na fronteira, 1988
- A ditadura da beata, 1990
- O sumiço do mentiroso, 1991
- O mistério da obra-prima, 1991
- Um velho velhaco e seu neto bundão, 1992
- Terror às pampas, 1993
- A Cidade dos Ratos - Uma ópera roque, 1993
- A casa sinistra, 1994
- Quem matou o mestre de Matemática? 1995
- O mistério do assaltantes mascarados, 1996
- Um código para Iessen, 1997
- Nadando contra a morte, 1998
- A guerra do lanche, 1999, Coleção Vaga-lume
- O motorista que contava assustadoras histórias de amor, 1999
- Terror em Tudo Azul, 1999
- O senhor da escuridão, 2000
- Os marcianos estão chegando, 2001
- Isso não é um filme americano, 2004
- Clube dos leitores de histórias tristes, 2004
- Devezenqundários de Leila Rosa Canguçu, 2006
- Ilhados: tratado sobre guris, 2009
- Estava nascendo o dia em que conheceriam o mar, 2011
- Três cavaleiros, 2012
- Devezenquandário de Leila Rosa Canguçu, 2013
- A fabulosa morte do professor de português, 2013
- A fantástica aventura de Patricinha no NTSC, 2016
- O cabeleireiro de Pelotas e os marcianos, 2014
- Os filhos do deserto combatem na solidão, 2017

## Prêmios
- Bienal Nestlé de Literatura Brasileira, romance, O Calei to nem aí doscópio e a ampulheta, 1982
- Bienal Nestlé de Literatura Brasileira, contos, Enfeitiçados todos nós, 1984
- Concurso Nacional de Contos Josué Guimarães, em 1993
- Prêmio Brasília para Livros Juvenis, em 1990
- Prêmio Jabuti, literatura infanto-juvenil, Nadando contra a morte, 1998
- Prêmio Açorianos, contos, Ilhados, 2002
- Concurso Nacional de Dramaturgia da Funarte (regiões Norte e Centro-Oeste), Umas poucas cenas vistas do caos, 2005.
- I Concurso de Novela de Curitiba com A longa migração do temível tubarão branco, 2007
- II Prêmio CEPE Nacional de Literatura - Infantojuvenil, 2016.
- Prêmio Biblioteca Nacional 2018, na categoria livro juvenil, para Os filhos do deserto combatem na solidão
- Prêmio Paraná de literatura 2018, na categoria romance, para Kzar Alexander, o louco de Pelotas
- Prêmio literário Cidade de Manaus 2018, na categoria teatro adulto, para Teatro da Bolsa: Valores